# Coppa Intercontinentale 1976 (calcio)
La Coppa Intercontinentale 1976 è stata la sedicesima edizione del trofeo riservato alle squadre vincitrici della Coppa dei Campioni e della Coppa Libertadores, dopo la mancata disputa dell'edizione 1975 a causa di un mancato accordo sulle date.

## Avvenimenti
Saltata l'edizione del 1975 a causa del fallito accordo fra i campioni d'Europa del Bayern Monaco (che nel 1974 avevano rinunciato alla partecipazione) e quelli sudamericani dell'Independiente, nel 1976 la squadra tedesca, che aveva ripetuto per la terza volta la sua affermazione in Coppa dei Campioni, riuscì a trovare l'accordo con i brasiliani del Cruzeiro, fresco vincitore della sua prima Copa Libertadores.
La gara di andata fu giocata all'Olympiastadion di Monaco di Baviera su un campo curiosamente coperto di neve, e vide la compagine brasiliana reggere con discreto successo agli assalti della squadra tedesco (la cui squadra titolare costituiva l'ossatura della Nazionale tedesca campione del mondo due anni prima) fino ai minuti finali, nei quali i sigilli di Müller e di Kapellmann sbloccarono il risultato in favore dei bavaresi.
Nonostante le aspettative, la gara di ritorno disputata in Brasile non fu all'altezza dell'ampio pubblico presente sugli spalti. Poche le idee della squadra di casa, incapace di penetrare lo schieramento difensivo degli ospiti, che venne addirittura fischiata dai propri tifosi presenti ad assistere alla partita . Il pareggio a reti inviolate permise al Bayern di festeggiare la prima affermazione tedesca nel torneo.
Nel 2017, la FIFA ha equiparato i titoli della Coppa del mondo per club e della Coppa Intercontinentale, riconoscendo a posteriori anche i vincitori dell'Intercontinentale come detentori del titolo ufficiale di "campione del mondo FIFA", inizialmente attribuito soltanto ai vincitori della Coppa del mondo per club.

## Tabellino

### Andata
| Arbitro: | Luis Pestarino |

| |            | |
| Müller 80’ Kapellmann 82’ | Marcatori  | |
| Maier 1 P Andersson 2 D Horsmann 3 D Schwarzenbeck 4 D Beckenbauer 5 D Kapelmann 11 C Dürnberger 6 C Torstensson 8 C Rummenigge 7 A Müller 9 A Hoeness 10 A | Formazioni | · P 1 Raul · D 2 Nelinho · D 3 Morais · D 4 Ozires · D 7 Vanderlei · C 6 Zé Carlos · C 4 Piazza · C 8 Eduardo Amorim · A 10 Jairzinho · A 11 Joãozinho 72’ · A 9 Palhinha · A disposizione: · C Dirceu Lopes 72’ |
| Cramer | Allenatori | Zezé Moreira |

### Ritorno
| Arbitro: | Patrick Partridge |

| |            | |
| · Raul 1 P · Nelinho 2 D · Morais 3 D · Ozires 5 D · Vanderlei 7 D · 30’ Piazza 4 C · Zé Carlos 8 C · Jairzinho 10 C · Palhinha 9 A · 46’ Dirceu Lopes 8 A · Joãozinho 11 A · A disposizione: · 30’ Eduardo Amorim C · 46’ Forlán D | Formazioni | · P 1 Maier · D 2 Andersson · D 5 Beckenbauer · D 4 Schwarzenbeck · D 3 Horsmann · C 6 Weiß · C 7 Rummenigge 85’ · C 8 Torstensson · A 9 Müller · A 10 Hoeness · A 11 Kapellmann · A disposizione: · C Arbinger 85’ |
| Zezé Moreira | Allenatori | Cramer |